# Pablo Heras-Casado

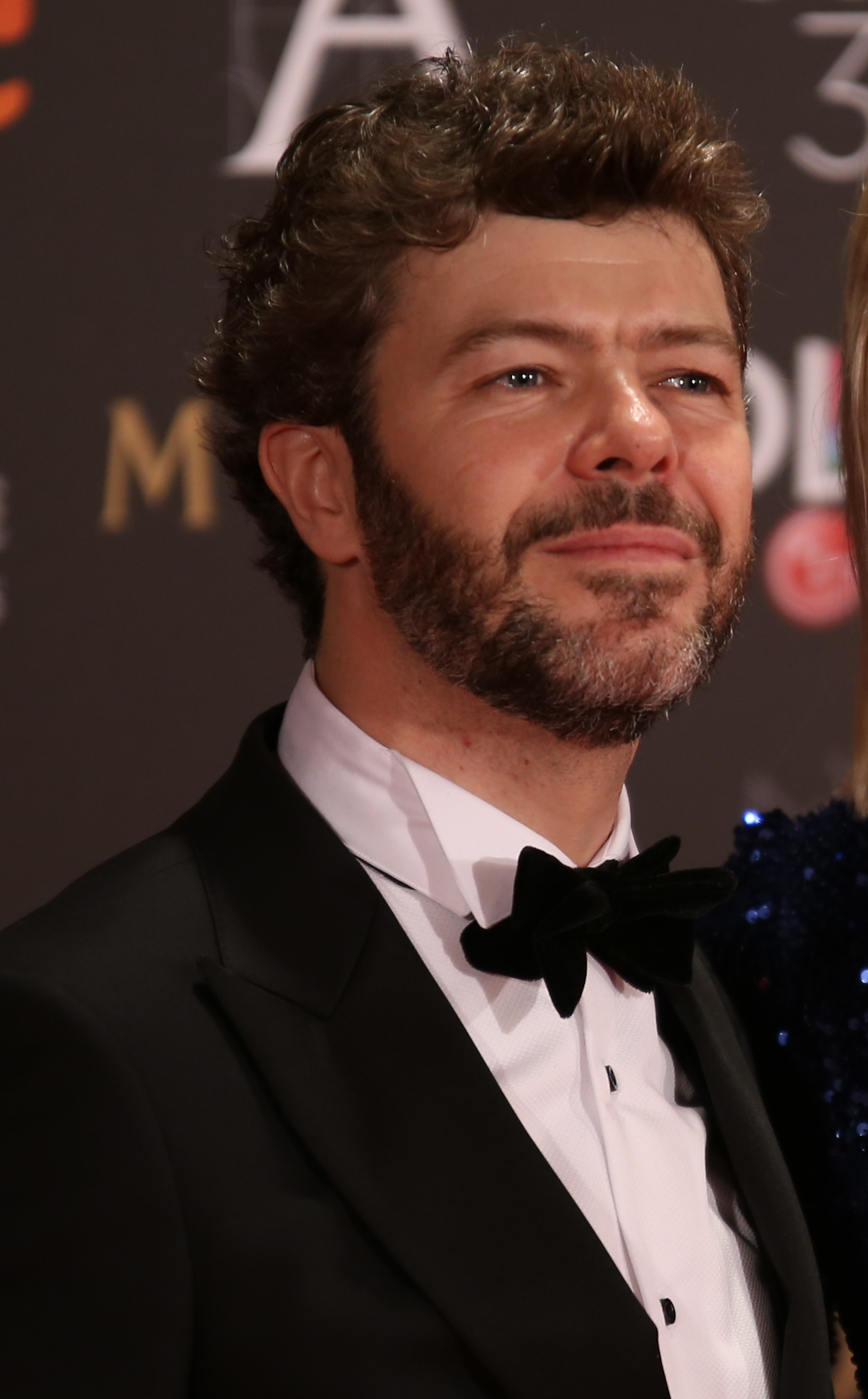
Pablo Heras-Casado (2017)

Pablo Heras-Casado (* 21. November 1977 in Granada, Spanien, als Pablo Heras Casado) ist ein spanischer Dirigent.

## Leben
Heras-Casado studierte an der Universität Granada Kunstgeschichte und Schauspiel und anschließend an der Universidad de Alcalá Dirigieren. Meisterkurse führten ihn unter anderem zu Christopher Hogwood. Während seines Studiums gründete er das Ensemble Capella Exaudi und die experimentelle Gruppe Sonóora.
Der Dirigent trat bei Gastkonzerten mit den Berliner Philharmonikern, dem NDR Elbphilharmonie Orchester, der Staatskapelle Berlin, dem Mahler Chamber Orchestra, dem Orchestre Philharmonique de Radio France, des Boston Symphony Orchestra, dem Cleveland Orchestra, dem Rotterdamer Philharmonikern, bei den Salzburger Festspielen, mit den Münchner Philharmonikern, dem Symphonieorchester des Bayerischen Rundfunks (mit dem er die Symphonie Nr. 2 „Lobgesang“ von Felix Mendelssohn Bartholdy einspielte), dem Tonhalle-Orchester Zürich und dem Mariinski-Orchester in Sankt Petersburg auf. Regelmäßig ist er auch für das Ensemble intercontemporain und das Klangforum Wien tätig. 
Von 2011 bis 2017 war er Chefdirigent des Orchestra of St. Luke’s in New York City, das ihn zum Conductor Laureate ernannte.
Anschließend leitete er als Direktor von 2017 bis 2019 das Festival de Música y Danza de Granada.
In Zusammenarbeit mit dem Freiburger Barockorchester (und teilweise Kristian Bezuidenhout) wirkt er an der harmonia mundi Beethoven-Gesamtaufnahme mit.
Am Teatro Real von Madrid studierte er unter anderem Wagners Ring des Nibelungen, Brecht/Weills Aufstieg und Fall der Stadt Mahagonny und Zimmermanns Soldaten ein. An der Metropolitan Opera in New York dirigierte er Verdis Rigoletto. An der Wiener Staatsoper realisierte er in den Jahren 2021 bis 2023 einen Monteverdi-Zyklus. Bei den Bayreuther Festspielen 2023 debütierte er mit einer Neuinszenierung des Parsifal in der Regie von Jay Scheib, die am 25. Juli 2023 Premiere feierte.
Er war an den Aufnahmen für zahlreiche Tonträger beteiligt.